# Галлахер, Джозеф
Джозеф Герард Галлахер (нем. Joseph Gerard Gallagher; 4 мая 1964, Лондон) — швейцарский шахматист, гроссмейстер (1991).
Многократный чемпион Швейцарии (1997, 1998, 2004, 2005, 2007 и 2012). Чемпион Великобритании 2001 года.
В составе сборной Швейцарии участник 6 олимпиад (1998—2008).

## Изменения рейтинга
| Графики недоступны из-за технических проблем. См. информацию на Фабрикаторе и на mediawiki.org. |